# LDV Convoy
LDV Convoy — легкий комерційний фургон, який вироблявся компанією LDV Limited між 1996 і 2006 роками.
Convoy був розвитком Leyland DAF серії 400, який, у свою чергу, базувався на Freight Rover серії 300. Convoy та його попередники були більшими версіями LDV Pilot (та його попередників), усі вони базувалися на серії фургонів Leyland Sherpa, яка була вперше розроблена в 1974 році, де деякі компоненти були схожі на ще більш ранні моделі.

## Історія

### Freight Rover 300 (1984-1989)

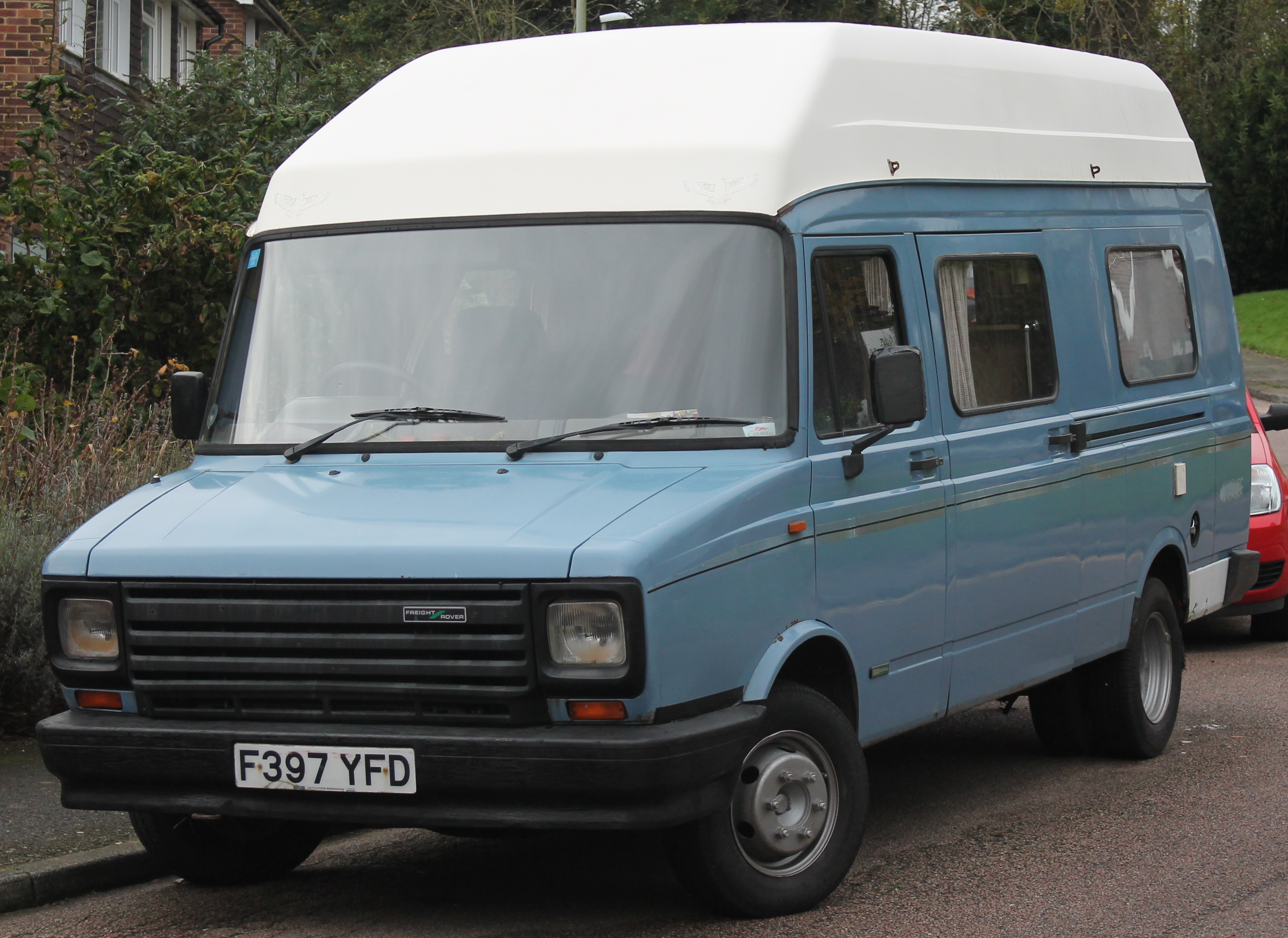
Freight Rover Sherpa 350 (1984-1989)

Автомобіль Freight Rover вироблявся з 1984 з круглими фарами в квадратних рамках. Бампер зроблений із чорного пластику.

### Leyland DAF 400 (1989-1993)

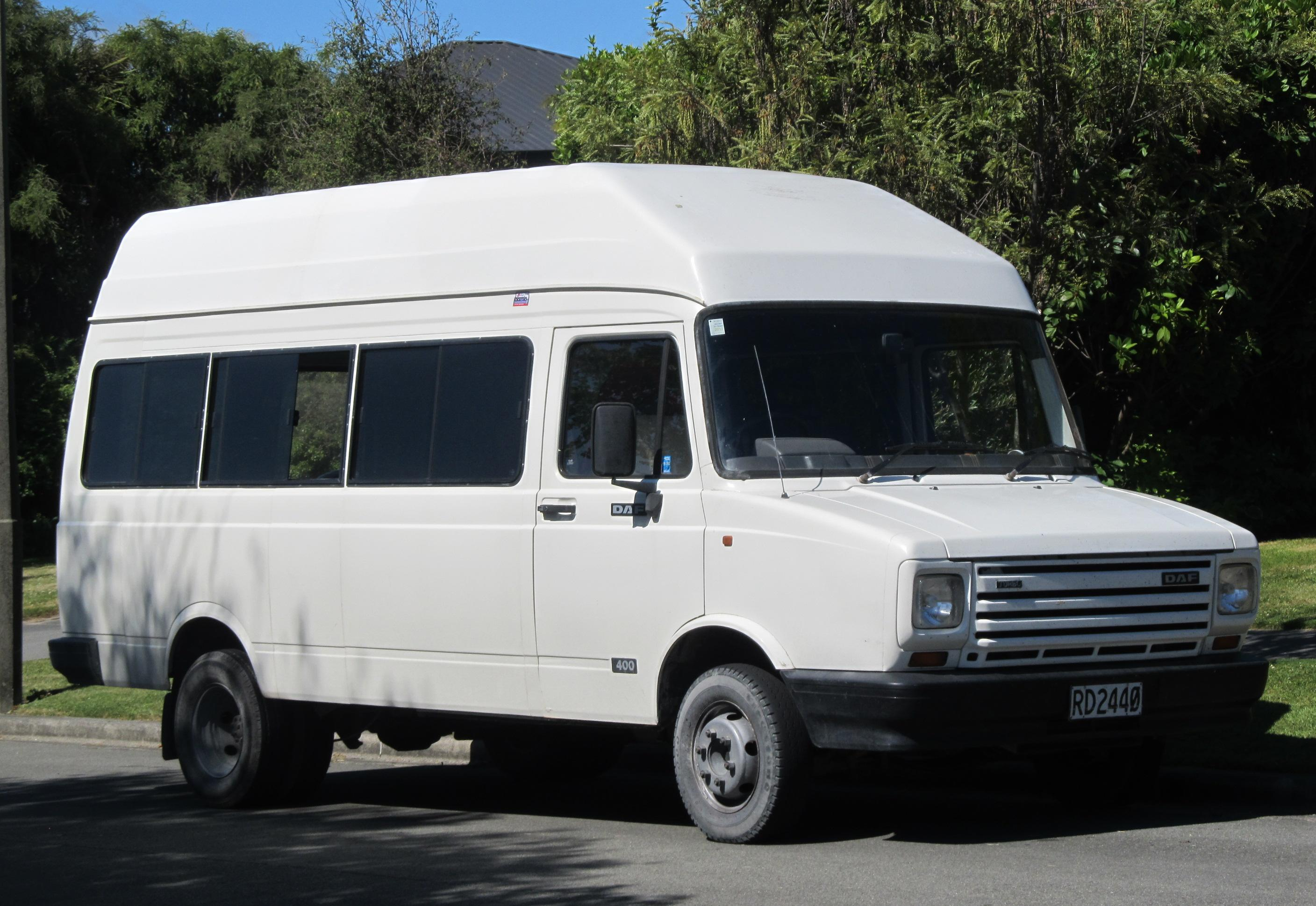
DAF VH 435 ET Van (1989-1993)

Коли концерн Freight Rover став частиною концерну Leyland DAF, 300 серію замінила 400-а. Автомобіль оснащений пневматичною підвіскою, дизельним двигуном внутрішнього згоряння Peugeot, який через недоцільність замінили двигун від Ford Transit.

### LDV 400/Convoy (1993-2006)
Після руйнування бізнесу Leyland DAF у 1993 році було створено компанію LDV Limited. У 1996 році автомобіль пройшов рестайлінг і отримав назву LDV Convoy.
На шасі моделі вироблялися також шкільні автобуси, автомобілі швидкої допомоги (LDV Lazer), евакуатори, фургони мороженщика та пожежні автомобілі.
Фургон LDV Convoy оснащений дизельним 2.4-літровим двигуном з турбонаддувом. Існує він у двох версіях на 74 та 89 к.с. та 180 і 200 Нм крутного моменту відповідно. Такої кількості конячок фургону мало, і при значному навантаженні відчувається недостача потужності. Більш пізні моделі Convoy отримали дизельні двигуни 2.4TDI та 2.4TD. Пару двигунам складає 5-ступінчаста МКПП. 
LDV Convoy був визнаний кращим мікроавтобусом у 2000-2002 роках.

## Двигуни
- 2.5 L Peugeot EN55 I4 (diesel)
- 2.5 L Peugeot ET70 I4 (turbodiesel)
- 2.5 L Ford York I4 (diesel)
- 2.5 L Ford York I4 (turbodiesel)
- 2.4 L Ford Duratorq I4 (turbodiesel)
- 2.0 L Ford 8-valve I4 (LPG)
- 3.5 L Rover V8 (швидка допомога)

## Огляд моделі

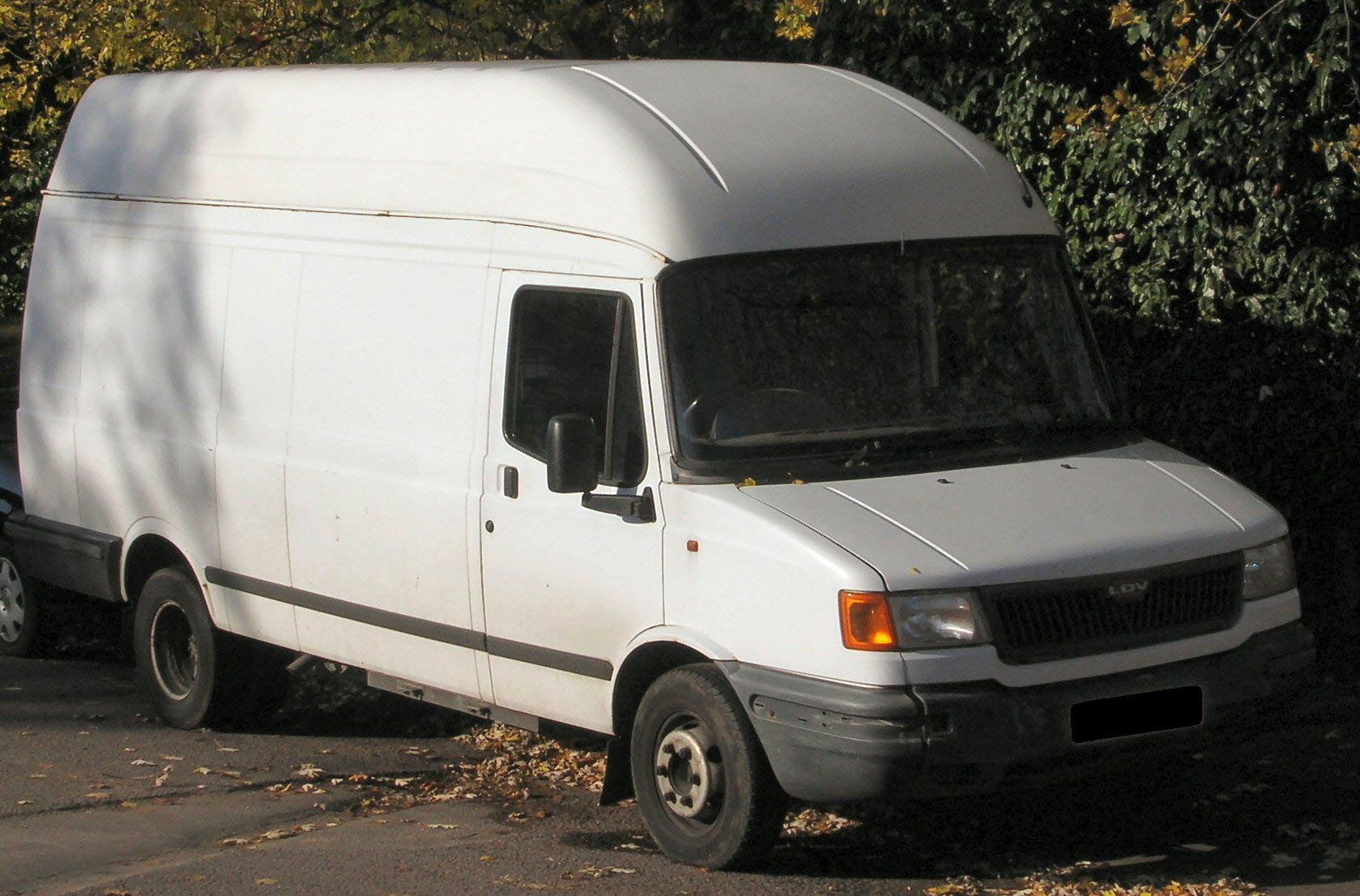
LDV Convoy (1996)
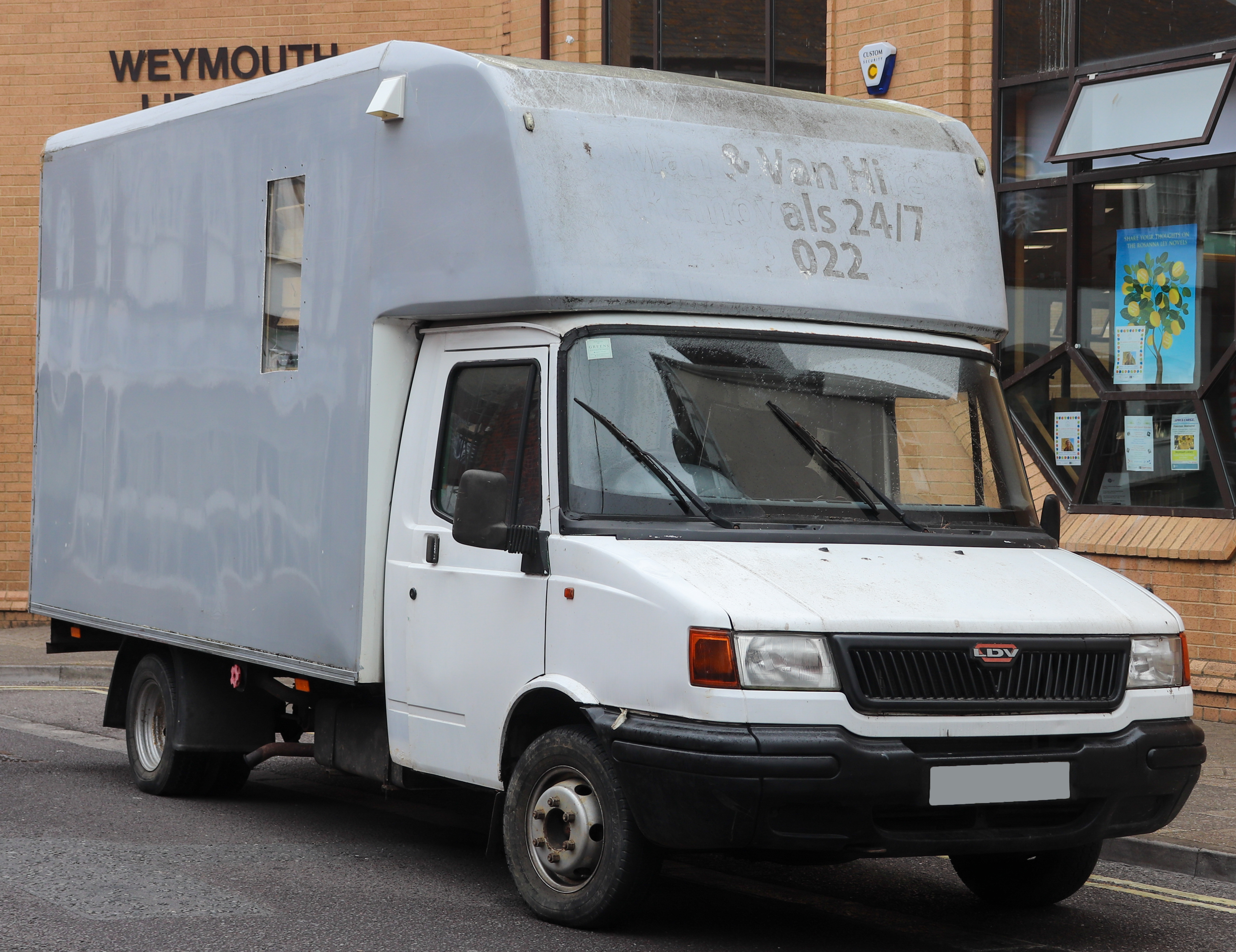
LDV 400 Convoy (2003)
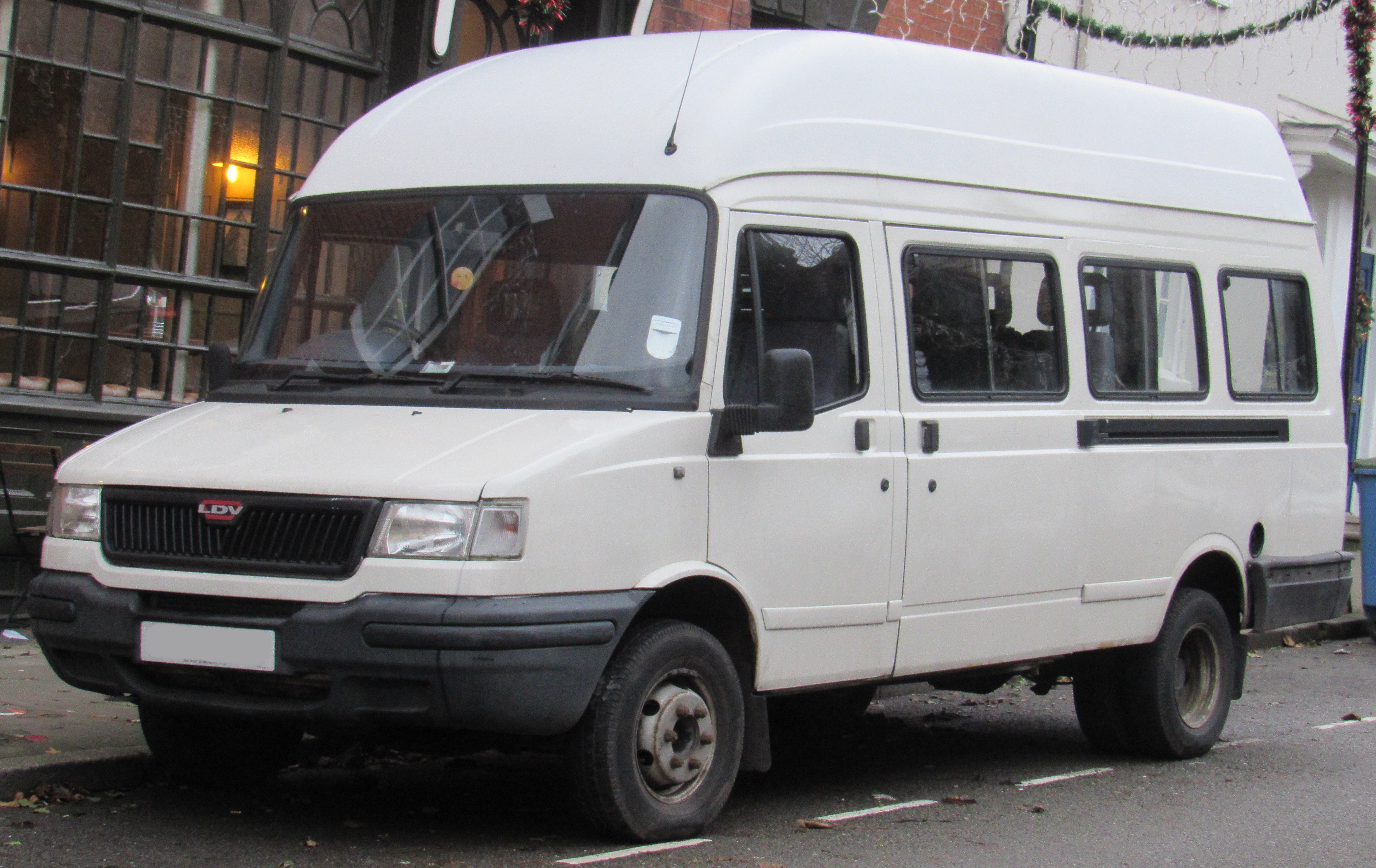
LDV 400 Convoy (2011)